# Budd Schulberg
Budd Schulberg (n. 27 de marzo de 1914 en Nueva York- 5 de agosto de 2009 en Nueva York) fue un guionista y escritor estadounidense, de orígenes judíos.

## Biografía
Pertenecía a la "realeza" de Hollywood, ya que era hijo de B. P. Schulberg, primer presidente de la Paramount Pictures y de Adeline Jafee-Schulberg, hermana del agente y productor Sam Jaffe. Fue motivo de controversia su aparición en el Comité de Actividades Antiamericanas el 23 de mayo de 1951, en el que testificó contra algunos colegas.
Schulberg fue la última persona que estuvo con Robert Kennedy en la habitación del Hotel Ambassador, instantes antes de que fuera asesinado.
Fue miembro del Partido Comunista, aunque posteriormente lo abandonó. Durante "la caza de brujas" fue junto a Elia Kazan uno de los principales delatores de sus antiguos compañeros de partido.

## Su obra
Budd Schulberg es principalmente conocido por sus novelas What Makes Sammy Run? (1941) y Más dura será la caída (1947), así como los guiones de La ley del silencio (1954), por el que ganó un Óscar, y de Un rostro en la multitud (1957).
En 1939 colaboró en el guion de Winter Carnival, una comedia ligera. Uno de sus colaboradores fue el novelista F. Scott Fitzgerald, que en ese momento estaba intentando granjearse una carrera en Hollywood. Las experiencias vividas sirvieron de base a la novela El Desencantado (1950) en la que se narra la relación entre un guionista joven y un escritor de renombre pero en decadencia.
Así mismo, Budd y su hermano Stuart, junto a otros directores cinematográficos como John Ford, recopilaron y editaron cientos de horas de material cinematográfico nazi para exhibirlo como prueba durante los juicios de Núremberg. Dicho trabajo dio como resultado los documentales Los campos de concentración nazis y El plan nazi. Stuart, además, filmó el transcurso del juicio, lo que dio como resultado el documental Núremberg, una lección para el mundo de hoy que iba a proyectarse en cines estadounidenses en 1948, aunque finalmente las autoridades del país frustraron su difusión para facilitar la reconciliación con Alemania. En 2003 la película fue restaurada y recuperada del olvido.

## Obra en español
- Más dura será la caída (Alba Editorial, 1999)
- El desencantado (Acantilado, 2004)
- De cine. Memorias de un príncipe de Hollywood (Acantilado, 2006)
- ¿Por qué corre Sammy? (Acantilado, 2008)
- La ley del silencio (Acantilado, 2011)

## Premios y distinciones
Premios Óscar
| Año  | Categoría               | Película            | Resultado |
| ---- | ----------------------- | ------------------- | --------- |
| 1955 | Mejor argumento y guion | La ley del silencio | Ganador   |